# Гуржій Олександр Іванович
Олександр Іванович Гуржій (нар. 2 лютого 1955, Київ) — український історик, дослідник історії України XVII—XIX ст., вивчає переважно аспекти соціально-економічного розвитку та політичного становища України, історіограф і джерелознавець. Доктор історичних наук (1999), професор (2005), заслужений діяч науки і техніки України (2006). Вчений секретар спеціалізованої вченої ради Інституту історії України НАН України, член Президії Національної спілки краєзнавців України. Син відомого дослідника історії України, чл.-кореспондента АН УРСР Івана Олександровича Гуржія.

## Освіта, наукова кар'єра, громадська діяльність
1977 закінчив історичний факультет історичний факультет Київського державного університету ім. Т. Г. Шевченка.
З 1977 працює в Інституті історії України НАН України (до 1991 — Інститут історії АН УРСР). 1977–79 — стажист-дослідник, 1979–86 — молодший науковий співробітник, 1986–99 — старший науковий співробітник, з 1999—2009 — провідний науковий співробітник, з 2010 — головний науковий співробітник відділу історії України середніх віків і раннього нового часу.
1982 захистив кандидатську дисертацію на тему «Розвиток феодальних відносин на Лівобережній України в першій половині XVIII ст.» (науковий керівник — докт. іст. наук Г. Я. Сергієнко).
Докторська дисертація — «Гетьманська влада в Українській козацькій державі першої чверті XVIII ст. (на прикладі діяльності І. Скоропадського)» (1999).
У 2001—2011 — директор Всеукраїнської громадської організації «Український інститут воєнної історії».
Працював за сумісництвом на посадах професора кафедри новітньої історії в Черкаському національному університеті ім. Б.Хмельницького (2002—2004); головним науковим співробітником в Національній академії оборони України (2003—2007); завідувачем кафедри суспільних наук в Мукачівському державному університеті (2009—2014).
Член правління Національної спілки краєзнавців України.

## Наукові досягнення
Автор (співавтор) понад 600 наукових і науково-популярних праць, серед яких близько 40 монографій, понад 20 підручників і посібників. Монографія «Історія козацтва. Держава-військо-битви» (у співавт.) витримала 7 перевидань.
Висвітлював історіографічний доробок Д. М. Бантиша-Каменського, М. С. Грушевського, П. С. Єфименка, Д. І. Яворницького, Д. І. Багалія, багатьох сучасних вітчизняних і зарубіжних учених. Брав участь у перевиданні їхніх праць.
Виступив одним із ініціаторів випуску багатотомної серії «Історія України в прозових творах та документах» (особисто упорядкував 4 томи, три з них побачили світ у 1993–96).
Брав участь у підготовці й публікації збірників документів: «Описи Київського намісництва 70-80 років XVIII ст.», «Описи Харківського намісництва кінця XVIII ст.», «Описи Лівобережної України кінця XVIII — початку XIX ст.» [Архівовано 12 вересня 2014 у Wayback Machine.] та ін.
Член редколегій багатьох видань, зокрема періодичних: «Український історичний журнал», «Вісник Маріупольського державного університету. Серія: Історія. Політологія [Архівовано 26 липня 2020 у Wayback Machine.]», «Сумський історико-архівний журнал [Архівовано 26 липня 2020 у Wayback Machine.]», «Чорноморська минувшина» та ін.
Один з авторів численних підручників та навчальних посібників з історії України. Підготував 15 кандидатів і 4 докторів наук.

## Нагороди та відзнаки
- Лауреат премії для молодих учених АН УРСР (1986)
- Лауреат премії НАН України імені М. С. Грушевського (1999)
- Відзначений грамотою голови Київської міської державної адміністрації «За вагомий особистий внесок у створення духовних і матеріальних цінностей та досягнення високої майстерності у професійній діяльності» (до 10-річчя Незалежності України (2001)
- Нагороджений Почесною грамотою Верховної Ради України (2003)
- Нагороджений орденами Української Православної Церкви Київського Патріархату: Орденом Святого Рівноапостольного князя Володимира Великого III ступеня, Святого Архистратига Михаїла, Святих Кирила і Мефодія, Святого Юрія Переможця (2003—2011)
- Почесний краєзнавець України (2013)
- Почесна грамота Президії НАН України (2013)
- Академік Академії соціальних наук України (2015)
- Нагороджений медаллю-знаком Національної академії педагогічних наук України (2016)
- Лауреат Державної премії України в галузі науки і техніки (за «Енциклопедію історії України» (у 10 томах); у співавторстві) (2016)
- Нагороджений медаллю «Europa Virtutibus Unita» від Міжнародної асоціації почесних докторів, почесних професорів та почесних сенаторів, друзів і благодійників з Німеччини, Австрії, Польщі та Швейцарії (2017)
- Лауреат Премії академій наук України, Білорусі та Молдови [Архівовано 25 липня 2020 у Wayback Machine.] (2017)
- Нагороджений Почесною грамотою Президії НАН України з нагоди 100-річчя НАН України 14 листопада 2018 р.
- Відзнака НАН України «За підготовку наукової зміни» (2025)[1]

## Основні праці
- Гуржій О. Наддніпрянська Україна та зарубіжний світ у соціально-економічних вимірах XVII—XVIII ст. Історичні нариси / Відп. ред. В. А. Смолій. НАН України. Інститут історії України. — Київ: Інститут історії України, 2022. — 296 с.
- Гуржій О. Наполеон. Велич трагедії / Гуржій О., Залєток Н. — К.: Арій, 2020 (Таємниці історії).
- Гуржій О. Козацька Україна. Боротьба за державу (XVI—XVII ст.) / Гуржій О., Чухліб Т. — К.: Арій, 2020 (Таємниці історії).
- Гуржій О. І. Україна в суспільно-політичних комбінаціях імперського уряду Росії (30-90-ті рр. XVIII ст.). — К.: Інститут історії України НАН України, 2019.
- Гуржій О. Парадокси Вінстона Черчилля / Гуржій О., Залєток Н. — К.: Арій, 2019 (Таємниці історії).
- Гуржій О. І. Спогади про батька та навколо нього. — К.: Інститут історії України НАН України, 2019.
- Гуржій О. Нариси з історії розвитку виробничих відносин і торгівлі в Україні (друга половина XVII — початок ХХ ст.) / Гуржій О., Реєнт О., Шапошнікова Н. — К.: Інститут історії України НАН України, 2018.
- Гуржій О. І. Таємні обличчя масонства / Гуржій О. І., Крижановська О. О., Реєнт О. П. — К.: Арій, 2018 (Таємниці історії).
- Гуржій О. І. Проблеми формування південних губерній Російської імперії в політиці Катерини ІІ. — К.: Інститут історії України НАН України, 2017.
- Гуржій О. І. Дворянство Лівобережної України кінця XVIII — початку ХХ ст.: соціально-правовий статус і місце у владних структурах Російської імперії / Гуржій О. І., Русанов Ю. А. — К.: Інститут історії України НАН України, 2017.
- Гордуновський О. М. Торгівля в Південній Україні: організація товарообігу та людський потенціал (кінець XVIII — початок ХХ ст.) / Гордуновський О. М., Гуржій О. І., Реєнт О. П. — К.: Інститут історії України НАН України, 2017.
- Гуржій О. І. Славетні битви на теренах України: від князівської доби до початку XX століття / О. І. Гуржій, О. П. Реєнт. — Київ: Арій, 2013.
- Гуржій О. Війна 1812 року: український контекст / Гуржій О., Реєнт О., Палій А. — К.: Інститут історії України, 2012.
- Гуржій О. І. Історія козацтва. Держава — військо — битви / О. І. Гуржій, Т. В. Чухліб. — Київ: Арій, 2012.
- Гуржій О. І. Михайлина Павло Васильович / О. І. Гуржій, А. П. Коцур // Український історичний журнал: науковий журнал / НАН України, Ін-т історії України, Ін-т політич. і етнонаціон. досліджень. — Київ, 2012. — № 3 (504). — С. 235—236.
- Гуржій О. І. Ідентифікація селянина, або Як більшовицька влада його «переробляла» за власним образом та подобою / Олександр Гуржій ; [відп. ред. Реєнт] ; Благодійний фонд ім. проф. Миколи Бушина «Історична спадщина» ; Т-во істориків Черкащини ім. І. О. Гуржія. — Черкаси: Черкаський ЦНІІ, 2011.
- Гуржій О. Олешківська Січ (1711—1728 рр.) в російсько-турецько-польському трикутнику // Краєзнавство: науковий журнал / Нац. спілка краєзнавців України ; Ін-т історії України НАН України. — Київ, 2011. — № 2. — С. 230—236.
- Гуржій О. I. Оподаткування сільського населення України (XVII — середина XIX ст.) / Гуржій О. І., Орлик В. М. — Черкаси, 2011.
- Гуржій О. І. Податне населення України XVII—XVIII ст. : нариси з історії та статистики / Олександр Гуржій ; [ НАНУ, Ін-т історії України ; Черкаський нац. ун-т ім. Б. Хмельницького ; Науково-дослід. ін-т селянства ]. — Черкаси: Вид. Чабаненко Ю., 2009.
- Гуржій О. І. Сто великих постатей і подій козацької України / О. І. Гуржій, Т. В. Чухліб. — Київ: Арій, 2008.
- Гуржій О. І. Порини. — Черкаси, 2008.
- Гуржій О. I. Український хутір XV—XVIII ст.: Історичний нарис. — К., 2007.
- Гуржій О. Кабінет примітивної культури та її пережитків у побуті й фольклорі України і його роль у діяльності етнологічних осередків у 20-х — на початку 30-х років XX ст / О. Гуржій, М. Парахіна // Слов"янські обрії: Міждисциплінарний збірник наукових праць / НАН України. Укр. комітет славістів. Нац бібл. України ім. В. І. Вернадського. — Київ, 2006. — Вип. 1. — С. 289—301.
- Край козацький: Довідник з історії Лисянщини / Нац. акад. наук України; Ін-т історії України; Наук.-дослідний ін-т козацтва; Авт.: В.Щербатюк, О.Беззубець, К.Безрідна, О.Березовський; Редкол.: А.Бондаренко, М.Бушин, О.Гуржій та ін. — Київ: Наукова думка, 2004.
- Гуржій О. І. Деякі проблеми становлення купецького стану в Україні. — К., 2004.
- Гуржій О. I. Іван Скоропадський. — К.: Альтернативи, 2004.
- Історія війн і збройних конфліктів в Україні: Енциклопедичний довідник / Редкол.: О. І. Гуржій, А. В. Атрохов, О. М. Доценко та ін.; Авт.-упоряд.: О. І. Гуржій, В. В. Корнієнко, В. Д. Макаров, С. П. Мосов. — Київ: Видавництво гуманітарної літератури, 2004.
- Гуржій О. I. «Український історичний журнал» та проблеми вітчизняної медієвістики в другій половині XX ст. / Гуржій О., Капітан Л. — К., 2004.
- Гуржій О. I. Гетьман Петро Конашевич-Сагайдачний / Гуржій О. I., Корнієнко В. В. — К., 2004.
- Гуржій О. I. Узагальнення досвіду проведення миро-творчих операцій в другій половині XX ст. / Гуржій О. , Лега А., Макаров В. — К., 2004.
- Гуржій О. I. Етнологічні осередки України в 20-х — на початку 30-х років XX ст.: Нарис діяльності / Гуржій О. I., Парахіна М. Б. — К., 2004.
- Переяславська Рада: очима істориків, мовою документів / Упор. автори передмови О. І. Гуржій, Т. В. Чухліб. — Київ: Україна, 2003.
- З-під булави — під корону: друга половина 18 ст. / Ред. кол.: В. А. Смолій, О. І. Гуржій, Р. П. Іванченко, О. В. Мишанич. — Київ: Україна, 2002.
- Гуржій О. І. Воєнне мистецтво гетьмана Петра Сагайдачного / Гуржій О., Корнієнко В. — К., 2002.
- Спалах у темряві: середина XVII ст. / Упор. і авт. передм. О. І. Гуржій. — Київ: Україна, 2001. — 399 с. — (Історія України в прозових творах та документах).
- Гуржій О. І. «Український історичний журнал»: з історії виникнення та діяльності / О. І. Гуржій, Л. І. Капітан // Український історичний журнал: науковий журнал / НАНУ, Ін-т іст. України, Ін-т політич. і етнонац. досліджень. — Київ, 2001. — № 6. — С. 21 — 34.
- Історія України: Нове бачення: Навч. посіб. / Під ред. В. А. Смолія; Авт.: В. Ф. Верстюк, О. І. Гуржій, В. М. Даниленко та ін. — Вид. 2-е, доп. й перероб. — К.: Альтернативи, 2000.
- Україна крізь віки. У 15-ти тт. ‒ Т. 8: Гуржій О. І., Чухліб Т. В. Гетьманська Україна / За заг. ред. В. Смолія. НАН України. Інститут історії України. — К.: Альтернативи, 1999.
- Гуржій О. І. Гетьман Іван Скоропадський. — К., 1998.
- Національно-визвольна війна українського народу середини XVII століття: політика, ідеологія, військове мистецтво: Історія. Історіографія та метод.істор.досліджень. Спец.істор.дисципліни та джерелознавство / НАНУ. Ін-тут історії України; Редкол.: В. А. Смолій, О. П. Дубас, О. І. Гуржій, В. М. Матях та інші. — Київ: Генеза, 1998.
- Гуржій О. І. Українська козацька держава в другій половині XVII—XVIII ст.: кордони, населення, право. — К., 1996.
- Гуржій О. І. Право в Українській козацькій державі (друга половина XVII—XVIII ст.). — К., 1994.
- Гуржій О. І. Еволюція соціальної структури селянства Лівобережної та Слобідської України (друга половина XVII—XVIII ст.). — К., 1994.
- Гуржій О. І. Українська козацька держава в другій половині XVII ст.: територіальні межі та населення. — К., 1992.
- Гуржій О. І. Як і коли почала формуватися українська нація / Гуржій О. І., Смолій В. А. — К., 1991.
- Гуржий А. И. Эволюция феодальных отношений на Левобережной Украине в первой половине XVIII в. — К., 1986.
- Гуржій О. Перші роки «дружби та братерства» в українсько-московській торгівлі середини XVII ст. / О. Гуржій // Український історичний журнал. — 2021. — Число 5. — С. 203—215.

## Матеріали до біографії
- Вчені Інституту історії України. Біобібліографічний довідник. Серія: Українські історики. — К., 1998. — Вип.1.
- Українські історики ХХ століття. Біобібліографічний довідник. — Вип. 2. — Ч. 1. — Київ-Львів, 2003.
- Хто є хто в Україні. — К., 2004.
- Гуржій Олександр Іванович: доктор історичних наук, професор. Бібліографічний покажчик. —Черкаси, 2010.
- Реєнт О. П. До 60-річчя доктора історичних наук, професора О. І. Гуржія. — УІЖ. — 2015. — № 1.
- Л. Мельник, Яковенко П.  Історичні кроки до незалежності. Олександр Гуржій. Українська козацька держава в другій половині XYII- XYIII ст.: кордони, населення, право. К.: Основи.1996. (Реферат).  — Віче, 1997, № 4, ст. 147—151
- Гуржій Олександр Іванович. Біобібліографічний покажчик. — К., 2015.